# Belgische frank
De Belgische frank (BF), ISO: BEF (Frans: franc belge (FB); Duits: Belgischer Franken (BF)), was het wettig betaalmiddel in België. Hiermee kon men tot 28 februari 2002 ook in Luxemburg betalen, waar men de Luxemburgse frank als munteenheid had.

## Geschiedenis

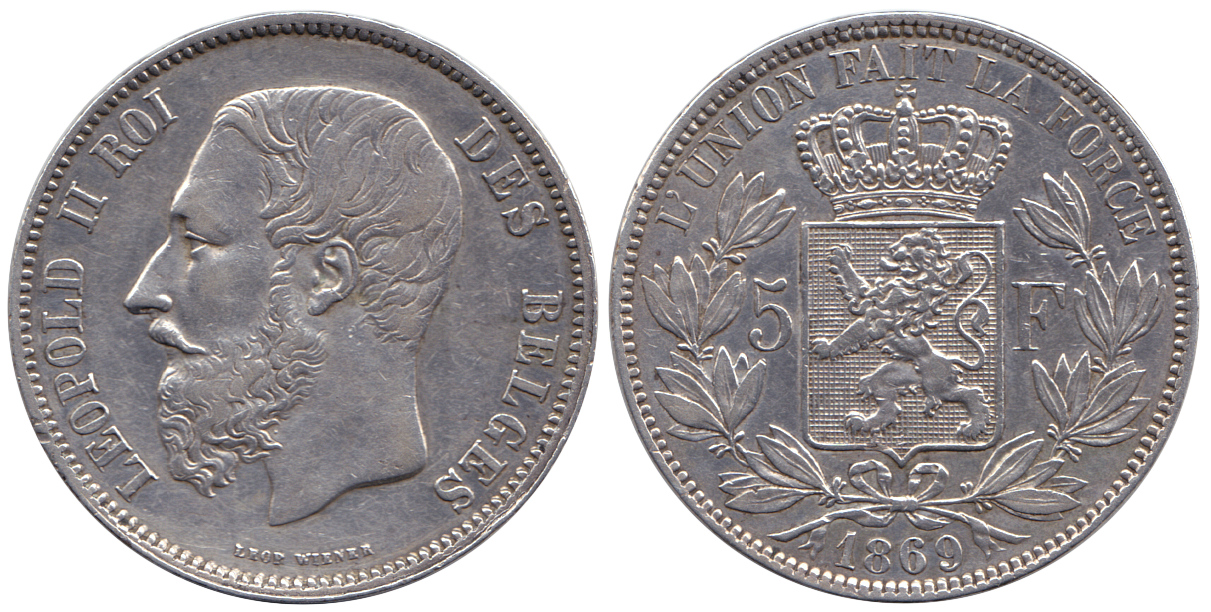
5 Belgische frank 1869

Naar het voorbeeld van de Franse frank werd in 1832 de Belgische frank ingevoerd. Van 1865 tot 1914 maakte België deel uit van de Latijnse muntunie waardoor de Belgische frank gelijkgesteld werd aan de Franse frank, de Zwitserse frank en de Italiaanse lire. Door de Belgisch-Luxemburgse Economische Unie in 1921 werd de Belgische frank ook het officiële betaalmiddel in Luxemburg. De Belgische frank werd gehouden aan een wisselkoers van 1:1. Van 1935 tot de Tweede Wereldoorlog was de Belgische frank 0,80 Luxemburgse frank waard. Na de oorlog werd in Operatie Gutt de koers weer 1:1 gelijkgesteld voor beide valuta. Tot 1911 werd ook in Congo de Belgische frank als betaalmiddel gebruikt. Van 1911 tot 1960 was de munt ook 1:1 gekoppeld met de Congolese frank.
Na de oliecrisis van 1973 kwam België in een periode van grote onzekerheid terecht: de crisis deed de werkloosheid toenemen waardoor de Belgische staatsschuld ook de hoogte in schoot. De Belgische frank werd in 1982 met 8,5 % gedevalueerd ten opzichte van het EMS om uit het dal te klimmen. Na een jarenlang herstelbeleid werd de frank geleidelijk aan stabieler. Hierdoor werd in 1990 besloten om de Belgische frank vast te koppelen aan de Duitse mark.
In 1999 werd de frank aan de euro gekoppeld volgens de wisselkoers van € 1 = 40,3399 BEF. Vanaf 1 januari 1999 werd de Belgische frank een verschijningsvorm van de euro. Girale betalingen konden toen uitgedrukt worden in euro of in frank. Vanaf 1 januari 2002 werden de bankbiljetten en de munten in Belgische frank vervangen door euromunten en -biljetten. Uiteindelijk verdween de frank definitief als betalingsmunt op 1 maart 2002.

## Munten
Gedurende decennia waren er verschillende muntvormen in omgang: 1 centiem, 2 centiem, 5 centiem, 10 centiem, 20 centiem (€ 0,005), 25 centiem (€ 0,006), 50 centiem (€ 0,01), 1 BEF (€ 0,02), 5 BEF (€ 0,12), 10 BEF (€ 0,25), 20 BEF (€ 0,50), 50 BEF (€ 1,24), 100 BEF. Op de voorzijde van de meeste munten stond de koning afgebeeld, op de keerzijde de waarde. De munten werden telkens geslagen in een Nederlandstalige en in een Franstalige versie.

### Laatste serie
| Bedrag   | Afbeelding |
| -------- | ---------- |
| 1 frank  |            |
| 5 frank  |            |
| 20 frank |            |
| 50 frank |            |

## Bankbiljetten

### Laatste serie[1]
De laatste werd uitgebracht tussen 1994 en 1998 en waren geldig tot 2002. Na de lancering van een nieuw 10.000 BEF-biljet in 1992 werd beslist om alle biljetten te vervangen. In 1994 werd het biljet van 2.000 ingevoerd en verdween het oude biljet met een waarde van 5.000 uit de reeks omdat er geen vervanger was. Het biljet van 100 werd vervangen in 1995, het biljet van 200 werd ingevoerd in 1996 en het biljet van 1.000 in 1997. In dat laatste jaar werd ook het recentste biljet met een waarde van 10.000 vervangen.
Die nieuwe reeks had enkele specifieke kenmerken:
- De waarde wordt aangegeven door een aantal lijnen in reliëf voor mensen met een visuele beperking. De verticale lijntjes stelden de (I) honderd-, (II) duizend- of (III) tienduizendtallen voor. De horizontale lijntjes geven de factor weer waarmee de verticale waarde moet vermenigvuldigd worden ("- " factor 1, "=" factor 2 en "≡" factor 5).
- Als men door het biljet kijkt, kan men bedrukkingen aan beide zijden zien die samen op die manier één figuur vormen (een schelp (100), een mondstuk (200), een sleutelgat (500), een museum (1000), een stoel (2000), een serregebouw (10.000))
- Bepaalde kleuren werden zo gekozen dat ze bij het kopiëren problemen gaven.
- Als u vanuit een bepaalde hoek kijkt, dan verschijnt de waarde op het grijze vlak voor de waarde.
- Bepaalde arceringen staan in microtekst.
- De kleur van de waarde verandert aan één zijde als u het biljet vanuit een bepaalde hoek bekijkt.
- Een watermerk.
- Onder uv-licht lichten bepaalde figuren op.
- Door het biljet loopt een metalen veiligheidsdraad waarop ook de waarde geschreven staat.

Volgende bedragen waren te vinden op de laatste serie bankbiljetten voor de invoering van de euro:
| Bedrag               | Voorzijde | Achterzijde | Afgebeeld                                                                        | Afmetingen     |
| -------------------- | --------- | ----------- | -------------------------------------------------------------------------------- | -------------- |
| 100 BF (€ 2,48)      |           |             | James Ensor met dood en de maskers () - De badkoets op het strand                | 139 mm × 76 mm |
| 200 BF (€ 4,96)      |           |             | Adolphe Sax                                                                      | 144 mm × 76 mm |
| 500 BF (€ 12,39)     |           |             | René Magritte - Hemel (1941) van René Magritte                                   | 149 mm × 76 mm |
| 1000 BF (€ 24,79)    |           |             | Constant Permeke - Liggende boer - De oogst (1933) van Constant Permeke          | 154 mm × 76 mm |
| 2000 BF (€ 49,58)    |           |             | Victor Horta - elementen uit Huis Solvay in Brussel en Villa Carpentier in Ronse | 159 mm × 76 mm |
| 10.000 BF (€ 247,89) |           |             | Koning Albert II en Koningin Paola - Koninklijke serres te Laken                 | 169 mm × 76 mm |

### Voorlaatste serie
De voorlaatste serie bankbiljetten en muntbiljetten (de coupures van 20 en 50 frank zijn door de schatkist in plaats van de Nationale Bank uitgegeven en zijn dus muntbiljetten) voor de invoering van de euro bevatte de volgende bedragen:
| Bedrag               | Biljet voorzijde | Biljet achterzijde | Afgebeeld                                                                       | Afmetingen |
| -------------------- | ---------------- | ------------------ | ------------------------------------------------------------------------------- | ---------- |
| 20 BF (€ 0,50)       |                  |                    | Koning Boudewijn - Atomium                                                      |            |
| 50 BF (€ 1,24)       |                  |                    | Boudewijn, Koning der Belgen met koningin Fabiola - Parlementsgebouw te Brussel |            |
| 100 BF (€ 2,48)      |                  |                    | Hendrik Beyaert                                                                 |            |
| 500 BF (€ 12,39)     |                  |                    | Constantin Meunier                                                              |            |
| 1000 BF (€ 24,79)    |                  |                    | André Grétry                                                                    |            |
| 5000 BF (€ 123,95)   |                  |                    | Guido Gezelle                                                                   |            |
| 10.000 BF (€ 247,89) |                  |                    | Boudewijn, Koning der Belgen met koningin Fabiola - Koninklijke serres          |            |

## Trivia
- In Vlaanderen bestaat de uitdrukking Mijn frank is gevallen voor "Nu heb ik het door, nu snap ik het". In Nederland is de overeenkomende uitdrukking Het kwartje is gevallen.
- In Vlaanderen bestaat de uitdrukking Geef hem 5 frank. Deze humoristische, licht spottende uitroep wordt gebruikt wanneer iemand iets zegt dat vanzelfsprekend is, een open deur intrapt of zichzelf op de borst klopt met iets banaals. Het is alsof men die persoon speels een denkbeeldige beloning geeft voor een opmerking die weinig bijdraagt.